# I liga urugwajska w piłce nożnej (1946)
- Mistrz Urugwaju 1946: Club Nacional de Football
- Wicemistrz Urugwaju 1946: CA Peñarol
- Spadek do drugiej ligi: Progreso Montevideo
- Awans z drugiej ligi: CA Cerro

Mistrzostwa Urugwaju w roku 1946 były mistrzostwami rozgrywanymi według systemu, w którym wszystkie kluby rozgrywały ze sobą mecze każdy z każdym u siebie i na wyjeździe, a o tytule mistrza i dalszej kolejności decydowała końcowa tabela.

## Primera División

### Kolejka 1
| Mecz                                              |
| ------------------------------------------------- |
| Club Nacional de Football – Defensor Sporting 5:4 |
| Miramar Montevideo – Liverpool Montevideo 2:2     |
| River Plate Montevideo – Montevideo Wanderers 3:1 |
| Central Montevideo – CA Peñarol 3:2               |
| Rampla Juniors – Progreso Montevideo 3:2          |

### Kolejka 2
| Mecz                                                 |
| ---------------------------------------------------- |
| CA Peñarol – Miramar Montevideo 8:0                  |
| Montevideo Wanderers – Defensor Sporting 1:1         |
| Rampla Juniors – River Plate Montevideo 1:0          |
| Club Nacional de Football – Liverpool Montevideo 3:1 |
| Central Montevideo – Progreso Montevideo 2:1         |

### Kolejka 3
| Mecz                                                   |
| ------------------------------------------------------ |
| Central Montevideo – Miramar Montevideo 4:1            |
| Club Nacional de Football – River Plate Montevideo 2:0 |
| CA Peñarol – Rampla Juniors 3:0                        |
| Defensor Sporting – Progreso Montevideo 2:2            |
| Montevideo Wanderers – Liverpool Montevideo 3:2        |

### Kolejka 4
| Mecz                                               |
| -------------------------------------------------- |
| CA Peñarol – Progreso Montevideo 4:1               |
| Club Nacional de Football – Central Montevideo 1:1 |
| Liverpool Montevideo – River Plate Montevideo 2:1  |
| Miramar Montevideo – Montevideo Wanderers 2:1      |
| Rampla Juniors – Defensor Sporting 2:1             |

### Kolejka 5
| Mecz                                           |
| ---------------------------------------------- |
| Club Nacional de Football – Rampla Juniors 7:0 |
| River Plate Montevideo – Defensor Sporting 2:1 |
| Miramar Montevideo – Progreso Montevideo 4:2   |
| CA Peñarol – Montevideo Wanderers 1:1          |
| Liverpool Montevideo – Central Montevideo 2:2  |

### Kolejka 6
| Mecz                                               |
| -------------------------------------------------- |
| Club Nacional de Football – Miramar Montevideo 2:1 |
| Progreso Montevideo – Montevideo Wanderers 2:1     |
| Defensor Sporting – CA Peñarol 1:1                 |
| Liverpool Montevideo – Rampla Juniors 4:0          |
| River Plate Montevideo – Central Montevideo 1:1    |

### Kolejka 7
| Mecz                                                 |
| ---------------------------------------------------- |
| Liverpool Montevideo – Defensor Sporting 2:1         |
| River Plate Montevideo – Progreso Montevideo 5:1     |
| Miramar Montevideo – Rampla Juniors 1:1              |
| CA Peñarol – Liverpool Montevideo 3:1                |
| Club Nacional de Football – Montevideo Wanderers 4:1 |

### Kolejka 8
| Mecz                                            |
| ----------------------------------------------- |
| Liverpool Montevideo – Progreso Montevideo 3:2  |
| CA Peñarol – Club Nacional de Football 1:1      |
| Defensor Sporting – Central Montevideo 5:2      |
| Montevideo Wanderers – Rampla Juniors 2:1       |
| River Plate Montevideo – Miramar Montevideo 2:0 |

### Kolejka 9
| Mecz                                                |
| --------------------------------------------------- |
| Rampla Juniors – Central Montevideo 0:0             |
| CA Peñarol – River Plate Montevideo 4:1             |
| Central Montevideo – Montevideo Wanderers 1:0       |
| Club Nacional de Football – Progreso Montevideo 5:2 |
| Defensor Sporting – Miramar Montevideo 4:2          |

### Kolejka 10
| Mecz                                              |
| ------------------------------------------------- |
| Club Nacional de Football – Defensor Sporting 4:2 |
| Miramar Montevideo – Liverpool Montevideo 2:2     |
| River Plate Montevideo – Montevideo Wanderers 2:0 |
| CA Peñarol – Central Montevideo 2:0               |
| Rampla Juniors – Progreso Montevideo 1:1          |

### Kolejka 11
| Mecz                                                 |
| ---------------------------------------------------- |
| CA Peñarol – Miramar Montevideo 2:1                  |
| Defensor Sporting – Montevideo Wanderers 2:1         |
| River Plate Montevideo – Rampla Juniors 2:0          |
| Club Nacional de Football – Liverpool Montevideo 2:0 |
| Central Montevideo – Progreso Montevideo 3:3         |

### Kolejka 12
| Mecz                                                   |
| ------------------------------------------------------ |
| Central Montevideo – Miramar Montevideo 3:3            |
| Club Nacional de Football – River Plate Montevideo 3:0 |
| CA Peñarol – Rampla Juniors 2:0                        |
| Defensor Sporting – Progreso Montevideo 4:0            |
| Montevideo Wanderers – Liverpool Montevideo 5:3        |

### Kolejka 13
| Mecz                                               |
| -------------------------------------------------- |
| CA Peñarol – Progreso Montevideo 5:2               |
| Club Nacional de Football – Central Montevideo 4:2 |
| River Plate Montevideo – Liverpool Montevideo 1:0  |
| Miramar Montevideo – Montevideo Wanderers 1:1      |
| Defensor Sporting – Rampla Juniors 5:1             |

### Kolejka 14
| Mecz                                           |
| ---------------------------------------------- |
| Club Nacional de Football – Rampla Juniors 5:1 |
| River Plate Montevideo – Defensor Sporting 2:1 |
| Miramar Montevideo – Progreso Montevideo 1:0   |
| CA Peñarol – Montevideo Wanderers 6:1          |
| Central Montevideo – Liverpool Montevideo 3:2  |

### Kolejka 15
| Mecz                                               |
| -------------------------------------------------- |
| Club Nacional de Football – Miramar Montevideo 4:2 |
| Montevideo Wanderers – Progreso Montevideo 3:2     |
| CA Peñarol – Defensor Sporting 2:1                 |
| Liverpool Montevideo – Rampla Juniors 1:1          |
| River Plate Montevideo – Central Montevideo 4:1    |

### Kolejka 16
| Mecz                                                 |
| ---------------------------------------------------- |
| Defensor Sporting – Liverpool Montevideo 3:1         |
| Progreso Montevideo – River Plate Montevideo 2:1     |
| Rampla Juniors – Miramar Montevideo 6:0              |
| CA Peñarol – Liverpool Montevideo 3:3                |
| Club Nacional de Football – Montevideo Wanderers 3:1 |

### Kolejka 17
| Mecz                                            |
| ----------------------------------------------- |
| Progreso Montevideo – Liverpool Montevideo 1:0  |
| CA Peñarol – Club Nacional de Football 4:3      |
| Defensor Sporting – Central Montevideo 2:1      |
| Rampla Juniors – Montevideo Wanderers 4:0       |
| Miramar Montevideo – River Plate Montevideo 1:0 |

### Kolejka 18
| Mecz                                                |
| --------------------------------------------------- |
| Rampla Juniors – Central Montevideo 2:1             |
| River Plate Montevideo – CA Peñarol 1:0             |
| Montevideo Wanderers – Central Montevideo 4:3       |
| Club Nacional de Football – Progreso Montevideo 5:1 |
| Defensor Sporting – Miramar Montevideo 0:0          |

### Końcowa tabela sezonu 1946
| Poz | Klub                      | Mecze | Zw | Rem | Por | Pkt | BrZd | BrStr |
| --- | ------------------------- | ----- | -- | --- | --- | --- | ---- | ----- |
| 1   | Club Nacional de Football | 18    | 15 | 2   | 1   | 32  | 63   | 24    |
| 2   | CA Peñarol                | 18    | 12 | 4   | 2   | 28  | 53   | 21    |
| 3   | River Plate Montevideo    | 18    | 10 | 1   | 7   | 21  | 28   | 21    |
| 4   | Defensor Sporting         | 18    | 7  | 4   | 7   | 18  | 40   | 31    |
| 5   | Central Montevideo        | 18    | 5  | 6   | 7   | 16  | 33   | 39    |
| 6   | Rampla Juniors            | 18    | 6  | 4   | 8   | 16  | 24   | 37    |
| 7   | Miramar Montevideo        | 18    | 4  | 6   | 8   | 14  | 24   | 44    |
| 8   | Liverpool Montevideo      | 18    | 4  | 5   | 9   | 13  | 31   | 38    |
| 9   | Montevideo Wanderers      | 18    | 5  | 3   | 10  | 13  | 27   | 43    |
| 10  | Progreso Montevideo       | 18    | 3  | 3   | 12  | 9   | 27   | 52    |

### Klasyfikacja strzelców bramek
| Gole | Piłkarz       | Klub                      |
| ---- | ------------- | ------------------------- |
| 21   | Atilio García | Club Nacional de Football |